# Campionati italiani di aquathlon del 2019
I Campionati italiani di aquathlon del 2019 (XX edizione) sono stati organizzati dalla Federazione Italiana Triathlon e si sono tenuti a Caorle in Veneto, in data 11 maggio 2019.
Tra gli uomini ha vinto Marco Corrà (Sportlife Project UL), mentre la gara femminile è andata a Sara Papais (T.D. Rimini).

## Risultati

### Élite uomini
| Pos. | Atleta                       | Società sportiva       | Nuoto    | Corsa    | Totale   |
| ---- | ---------------------------- | ---------------------- | -------- | -------- | -------- |
|      | Marco Corrà                  | Sportlife Project UL   | 00:13:52 | 00:16:32 | 00:30:54 |
|      | Marco Barison                | Liger Team Keyline     | 00:13:42 | 00:17:16 | 00:31:31 |
|      | Federico Pagotto             | Silca Ultralite        | 00:00:00 | 00:31:34 | 00:31:34 |
| 4    | Alberto Chiodo               | The Hurricane          | 00:14:46 | 00:16:40 | 00:31:53 |
| 5    | Valerio Patanè               | CUS Pro Patria Milano  | 00:14:53 | 00:16:49 | 00:32:12 |
| 6    | Stefano Rigoni               | Run Ran Run Triathlon  | 00:14:56 | 00:17:09 | 00:32:34 |
| 7    | Davide Ingrillì              | Raschiani Tri Pavese   | 00:13:52 | 00:18:23 | 00:32:49 |
| 8    | Matteo Carlo Perri           | Minerva Roma           | 00:15:01 | 00:17:17 | 00:32:55 |
| 9    | Francesco Floriano Nicolardi | Raschiani Tri Pavese   | 00:15:02 | 00:17:24 | 00:33:00 |
| 10   | Alessandro Beranger          | CUS Pro Patria Milano  | 00:14:56 | 00:17:44 | 00:33:10 |
| 11   | Tommaso Botto                | Ideasport A R          | 00:14:59 | 00:17:38 | 00:33:12 |
| 12   | Alessandro Borgialli         | Base Running Triathlon | 00:14:47 | 00:17:55 | 00:33:18 |
| 13   | Davide Bajo                  | The Hurricane          | 00:15:18 | 00:17:24 | 00:33:18 |
| 14   | Luca Pirani                  | Sportlife Project UL   | 00:15:02 | 00:17:53 | 00:33:31 |
| 15   | Nicolò Ruggero               | Run Ran Run Triathlon  | 00:15:03 | 00:17:54 | 00:33:33 |
| 16   | Andrea Borsacchi             | Ermes Campania         | 00:14:58 | 00:18:06 | 00:33:41 |
| 17   | Luca Borgianni               | Fiamme Oro             | 00:14:59 | 00:18:10 | 00:33:42 |
| 18   | Fabrizio Monti               | Freestyle Triathlon    | 00:14:58 | 00:19:13 | 00:34:42 |
| 19   | Giacomo Branchesi            | Dinamo Triathlon       | 00:15:56 | 00:18:05 | 00:34:50 |
| 20   | Luca Giorgini                | Triathlon Team Brianza | 00:15:12 | 00:19:19 | 00:35:06 |

### Élite donne
| Pos. | Atleta                 | Società sportiva      | Nuoto    | Corsa    | Totale   |
| ---- | ---------------------- | --------------------- | -------- | -------- | -------- |
|      | Sara Papais            | T.D. Rimini           | 00:15:08 | 00:18:34 | 00:34:13 |
|      | Chiara Magrini         | CUS Torino Triathlon  | 00:14:17 | 00:20:11 | 00:34:59 |
|      | Elisa Marcon           | The Hurricane         | 00:15:39 | 00:19:44 | 00:35:57 |
| 4    | Caterina Cassinari     | The Hurricane         | 00:16:19 | 00:20:46 | 00:37:40 |
| 5    | Chiara Masini Luccetti | Carabinieri           | 00:15:01 | 00:22:04 | 00:37:43 |
| 6    | Sofia Terrinoni        | Green Hill            | 00:17:21 | 00:19:40 | 00:37:43 |
| 7    | Benedetta Basso        | A3 Triathlon          | 00:16:02 | 00:21:08 | 00:38:30 |
| 8    | Giorgia Palieri        | Raschiani Tri Pavese  | 00:15:42 | 00:22:16 | 00:38:34 |
| 9    | Ludovica Rossi         | Triathlon 7C          | 00:18:40 | 00:20:41 | 00:40:04 |
| 10   | Alice Salerno          | Green Hill            | 00:17:34 | 00:22:16 | 00:40:24 |
| 11   | Allegra Bacco          | Liger Team Keyline    | 00:17:04 | 00:22:36 | 00:40:30 |
| 12   | Arianna Zanusso        | Silca Ultralite       | 00:18:27 | 00:21:26 | 00:40:35 |
| 13   | Daniela Calvino        | Ermes Campania        | 00:16:28 | 00:23:22 | 00:40:41 |
| 14   | Federica Frigerio      | CUS Brescia           | 00:19:18 | 00:21:14 | 00:41:41 |
| 15   | Clelia Bartolomei      | T.D. Rimini           | 00:16:31 | 00:24:27 | 00:41:57 |
| 16   | Rebecca Celiberti      | Ideasport A R         | 00:17:28 | 00:23:50 | 00:42:00 |
| 17   | Ginevra Francavilla    | Eroi del Piave        | 00:20:09 | 00:21:08 | 00:42:07 |
| 18   | Francesca Tarantello   | Run Ran Run Triathlon | 00:17:14 | 00:23:26 | 00:42:08 |
| 19   | Francesca Capitoli     | Udine Triathlon       | 00:18:04 | 00:23:18 | 00:42:13 |
| 20   | Susanna Rinaldini      | T.D. Rimini           | 00:17:33 | 00:23:43 | 00:42:17 |